# Histoire du Portugal de 1777 à 1834

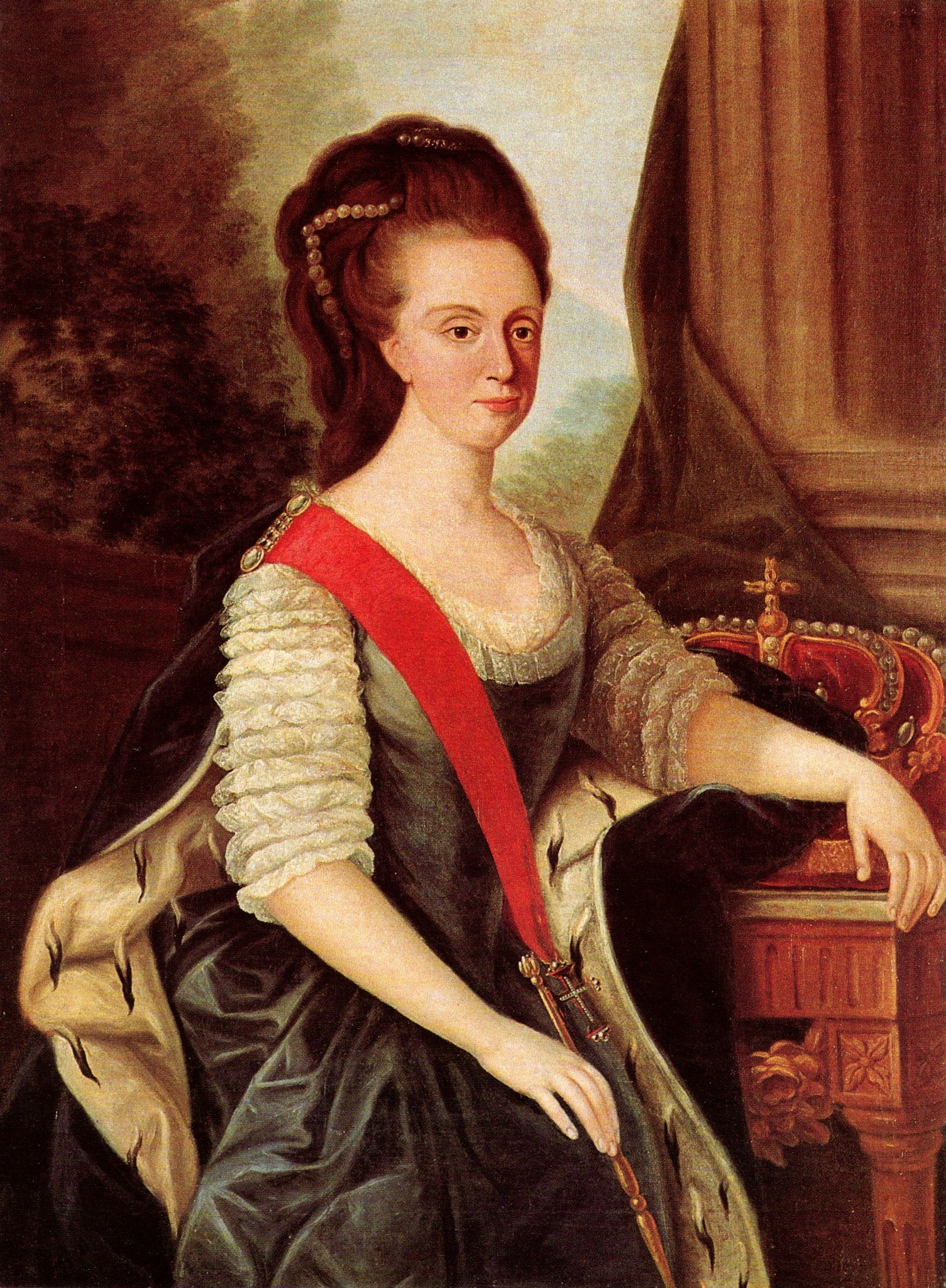
La reine Marie Ire du Portugal.

 (avril 2011).
Si vous disposez d'ouvrages ou d'articles de référence ou si vous connaissez des sites web de qualité traitant du thème abordé ici, merci de compléter l'article en donnant les références utiles à sa vérifiabilité et en les liant à la section « Notes et références ».
L'histoire du Portugal du règne de Marie Ire de Portugal à partir de 1777 jusqu'à 1834 couvre une période complexe durant laquelle plusieurs événements politiques et militaires ont conduit à la fin du régime absolutiste et à l'avènement d'une monarchie constitutionnelle.
Quand la princesse Maria Francesca succède à son père à la tête du Portugal, elle devient la 26e (ou 27e) souveraine portugaise (le nombre dépend des historiens). À son arrivée, la situation économique du pays est instable et socialement déséquilibrée. Le Portugal ne s'est en effet toujours pas remis du choc provoqué par le tremblement de terre de Lisbonne de 1755. Cela fait 27 ans que Sebastião José de Carvalho e Melo, marquis de Pombal (bras droit de son père) dirige le pays d'une main ferme. Mais Maria ne le supporte pas et ce dernier doit se retirer de la politique. Elle interdit même au comte de s'approcher à moins de 30 kilomètres de sa personne (32 exactement).
Atteinte de troubles de l'humeur, la reine ne peut plus gérer les affaires du pays à partir de 1799. C'est son fils Jean qui devient virtuellement le chef de l'État. Sa régence est une période complexe durant laquelle l'Europe est tourmentée par de nombreuses batailles dues aux guerres napoléoniennes. L'implication du Portugal devint directe quand ce dernier refuse d'appliquer le blocus continental. En 1807, la première invasion française a lieu. À l'annonce de cette invasion, de nombreuses personnalités et la famille royale fuient avec la Cour dans le vice-royaume du Brésil récemment créé. La nouvelle capitale de l'empire portugais devint alors Rio de Janeiro. La reine meurt en 1816 et c'est Jean VI de Portugal qui lui succède à la tête du tout nouveau Royaume uni de Portugal, du Brésil et des Algarves (créé en 1815).
Une révolution libérale ayant éclaté à Lisbonne en 1820, Jean VI et la majorité des membres de la famille royale sont contraints de rentrer en Europe en 1822. Le prince Pierre, fils aîné du roi, est toutefois fait régent du Brésil, en l'absence de son père. Après quelques dissensions avec les autorités militaires portugaises, le prince proclame l'indépendance du Brésil et se fait couronner empereur.

## Guerre des Oranges

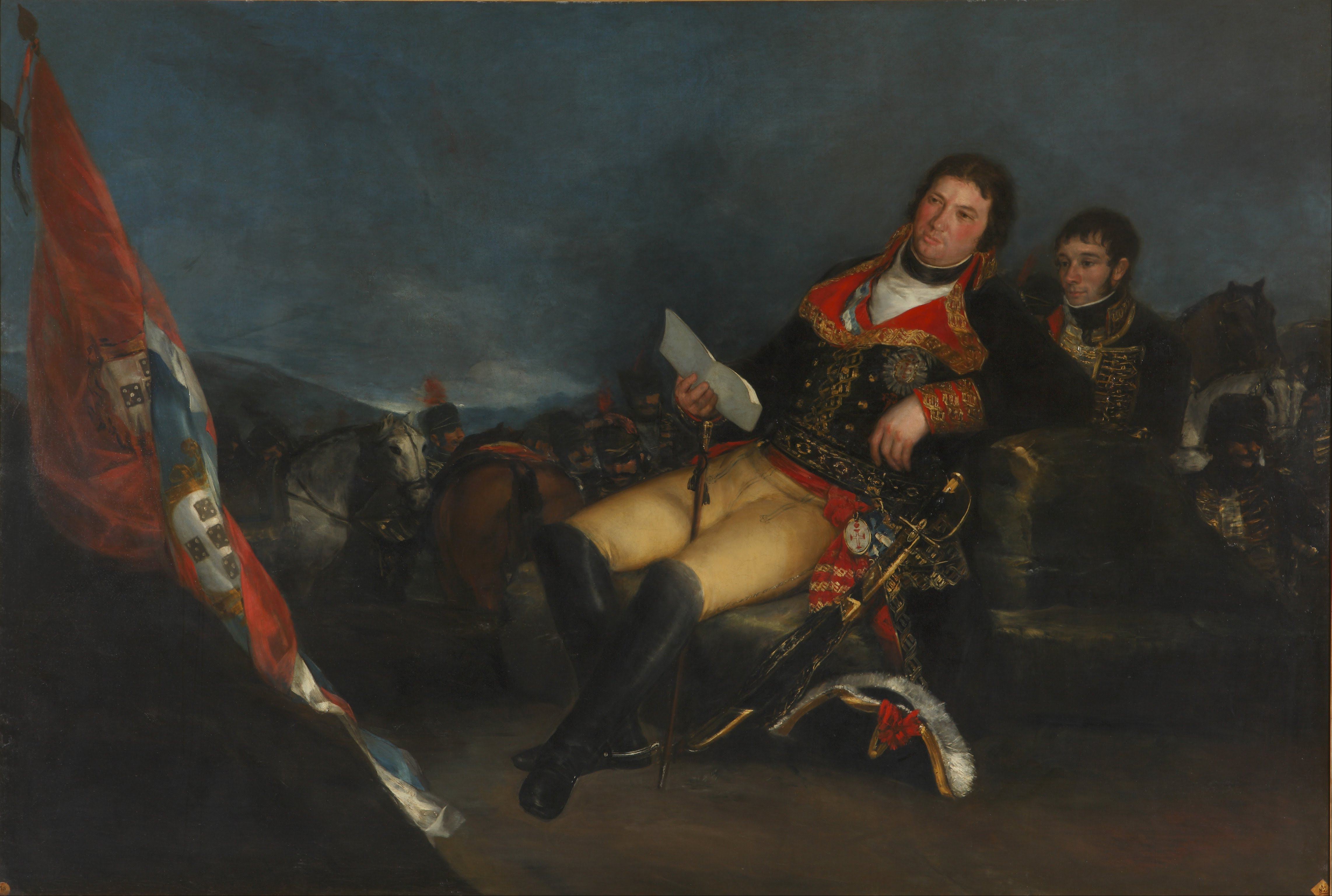
Manuel de Godoy, le Prince de la paix, élément déclencheur de la guerre des Oranges.

La guerre des Oranges est un conflit qui oppose, durant quelques semaines, le Portugal à l'Espagne en 1801. À l'issue de cette guerre, l'Espagne prend le contrôle de la ville d'Olivenza.
À l'aube du XIXe siècle, le Portugal tente de maintenir une politique d'équilibre dans ses relations avec la France et le Royaume-Uni en optant pour une politique de neutralité. Désireux de fermer les ports portugais aux marchands britanniques, les Français signent une série de traités avec l'Espagne (San Ildefonso, Fontainebleau). Ainsi, la France obtint de l'Espagne que celle-ci envahisse son voisin. L'Espagne est alors désireuse de récupérer les territoires perdus lors de la fin de l'Union ibérique en 1640. Madrid envoie donc, en juin 1801, un ultimatum à Lisbonne. Cet ultimatum demande au Portugal de :
- renoncer à son alliance traditionnelle avec l'Angleterre en fermant ses ports ;
- ouvrir ses ports à l'Espagne et à la France ;
- payer une indemnité de guerre à l'Espagne et à la France ;
- réviser les frontières avec l'Espagne
- remettre un quart du territoire métropolitain portugais à l'Espagne comme garantie de la rétrocession par les Britanniques aux Espagnols des îles de Trinidad, Minorque et Malte.

En cas de refus, l'Espagne et 15 000 soldats français doivent envahir le Portugal. Sans surprise, le Portugal refuse d'accepter l'ultimatum. Mais l'armée portugaise est mal préparée et ne compte que 2 000 cavaliers et 16 000 fantassins dirigés par l'infant Jean-Charles, 2e duc de Lafoes. L'armée espagnole est quant à elle dirigée par le Premier ministre espagnol Manuel de Godoy, surnommé ironiquement le Prince de la Paix. L'armée d'invasion compte en tout 30 000 hommes. Les troupes françaises devaient être dirigées par le général Leclerc mais la guerre est tellement rapide que les troupes ne participent pas aux combats.
Le 20 mai, les Espagnols avancent dans l'Alentejo, région méridionale du Portugal. Ils occupent alors Olivenza, Terena, Arronches, Portalegre, Castelo de Vide et Barbacena sans résistance. Campo Maior résiste, elle, durant 18 jours. La cité d'Elvas a à subir un siège durant toute la durée de la guerre mais ne tombe pas aux mains des Espagnols.
Le 6 juin, défait et démoralisé, le Portugal est contraint à la signature de la paix avec le traité de Badajoz. Les ports portugais sont tous fermés aux navires britanniques, cependant, le Portugal recouvre l'ensemble des villes conquises à l'exception d'Olivenza ainsi que des territoires situés dans la marge orientale du Guadiana restés aux mains des Espagnols. La contrebande est interdite dans cette zone et le Portugal est forcé de payer des indemnités de guerre.
Le traité de Badajoz est signé par le prince régent Jean le 14 et par le roi Charles IV d'Espagne le 21. Néanmoins, Napoléon trouve que les conditions du traité ne sont pas assez dures et décide d'envahir le pays.

## Les invasions napoléoniennes
Le 27 octobre 1807, la France signe le traité de Fontainebleau avec l'Espagne qui décide d'une future partition du Portugal. La Lusitanie du Nord entre les fleuves Douro et Minho deviendrait une principauté gouvernée par le souverain du royaume d'Étrurie. L'Algarve et le reste du pays situé au sud du Tage seraient sous la domination de Manuel de Goroy, le premier ministre espagnol. Enfin, la partie située entre le Tage et le Douro, région stratégique à cause de ses ports deviendrait une zone sous administration française jusqu'à ce que la guerre prenne fin. C'est ainsi que démarra la Guerre péninsulaire.

### Première invasion

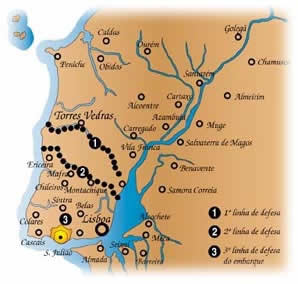
La ligne de Torres Vedras

Sous le commandement du général Jean-Andoche Junot, les troupes françaises entrent en Espagne le 18 octobre 1807, traversèrent la péninsule et le 20 novembre, les Français sont à la frontière portugaise. Sans rencontrer aucune résistance, les troupes françaises ont atteint le 24 novembre la ville de Abrantes, le 28 novembre la ville de Santarém et enfin Lisbonne le 30 novembre. La veille, la famille royale et la cour escortés par des navires britanniques partent vers le Brésil, transférant ainsi la capitale de l'Empire Portugais à Rio. La régence laissée sur place avait reçu l'ordre de ne pas résister.
L'année suivante, une force britannique sous le commandement d'Arthur Wellesley (le futur Duc de Wellington) débarque au Portugal et se dirige vers Lisbonne. Une armée anglo-portugaise réussit à vaincre les Français lors de la bataille de Roliça puis à Vimeiro. Les Français sont alors contraints à la signature de la convention de Sintra. Les Français sont autorisés à quitter le Portugal avec le gain de leur conquête. En fin de compte, la convention satisfait les deux parties, cela faisait plusieurs mois que Junot n'avait plus de contact avec la France. Les Anglo-Portugais reprirent la ville de Lisbonne et le territoire portugais. Cet armistice permit à la France de bénéficier d'un an pour préparer la deuxième invasion du Portugal.

### Deuxième invasion

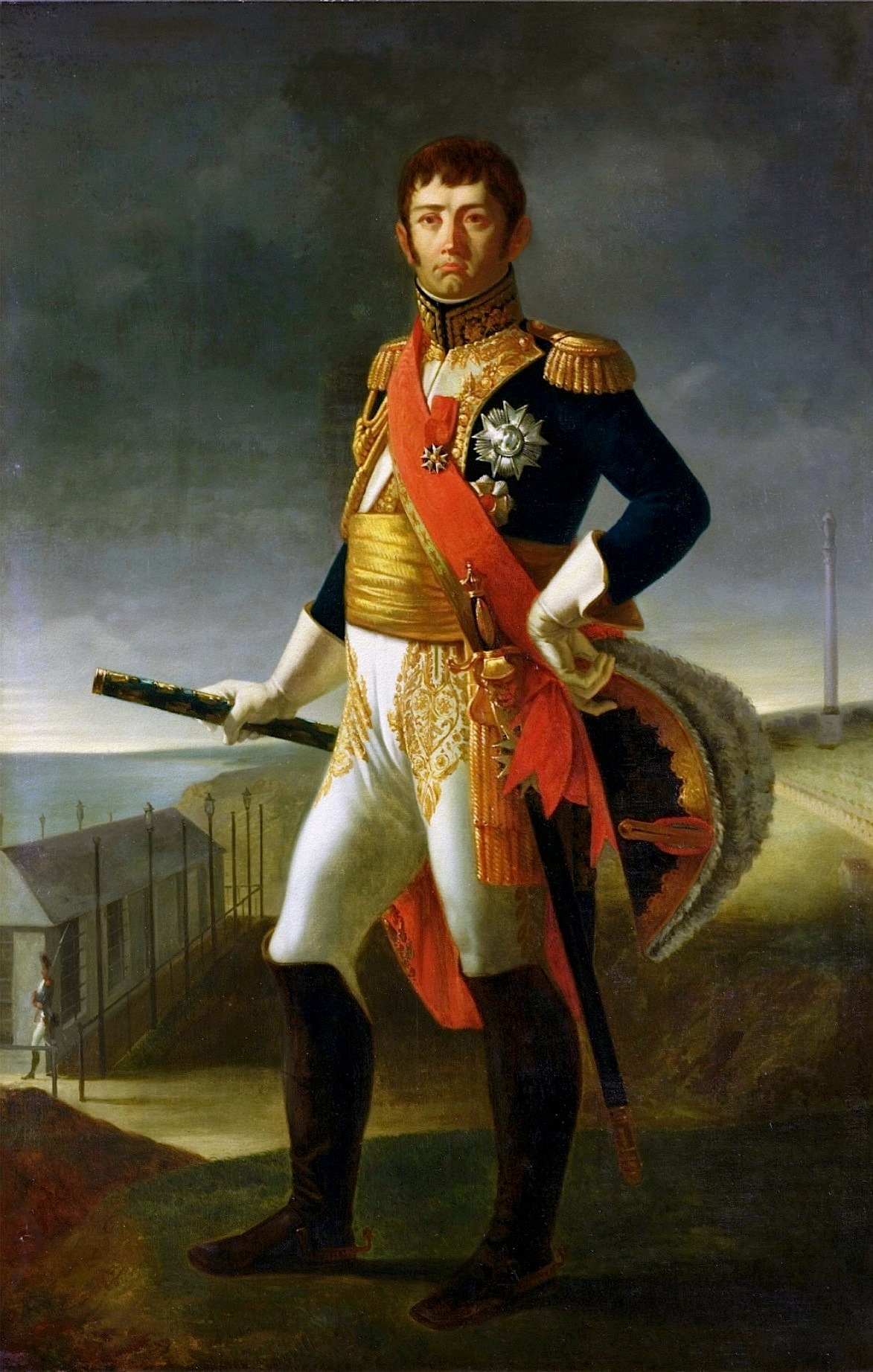
Nicolas Jean de Dieu Soult

La deuxième invasion fut dirigée par le maréchal Nicolas Jean-de-Dieu Soult. Lors de la première invasion, Napoléon avait contraint Charles IV à abdiquer, ce qui permit à son frère Joseph Bonaparte de bénéficier du trône espagnol. Face à cela, les Espagnols se révoltèrent et trouvèrent un soutien parmi les Britanniques postés au Portugal voisin.
Sous le commandement de John Moore, les Anglais franchissent la frontière nord du Portugal mais sont défaits à La Corogne (voir  Bataille de La Corogne) par le maréchal Soult et doivent se replier au Portugal. Les Français profitent de l'occasion pour occuper le nord du Portugal. Ils entrent au Portugal par la prise de Chaves, la Bataille de Braga et prennent la ville de Porto le 29 mars 1809 lors de la Bataille de Porto.
Mais la situation se complique grandement. Les Anglais débarquent au sud du Portugal avec un contingent d'environ 20 000 hommes. En même temps, une rébellion dans le nord coupe les voies de communication et d'approvisionnement des français. Enfin, Soult ne peut compter sur l'aide d'aucun corps d'armée français stationné en Espagne. La rébellion y est trop violente. Soult, désormais en infériorité numérique au Portugal, se retranche dans Porto et planifie sa retraite. Les Anglais accéléreront brutalement cette retraite par la prise osée de la ville de Porto lors de la Seconde bataille de Porto, le 12 mai 1809.
Une nouvelle fois, ce fut donc le général Wellesley qui, avec l'aide de William Carr Beresford, 1er vicomte de Beresford et des Portugais, arriva à dérouter les Français du maréchal Soult hors du territoire portugais.

### Troisième invasion

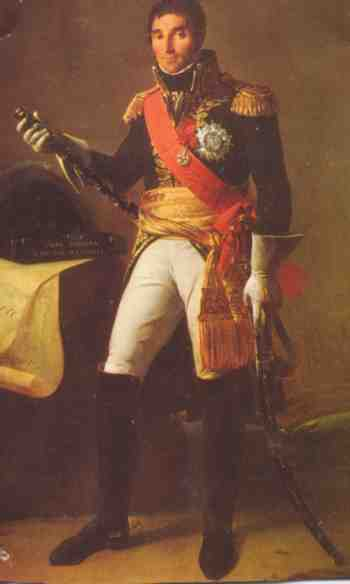
André Masséna.

La troisième invasion fut la dernière tentative française de mettre au pas le Portugal. En 1810, sous la conduite du général Masséna, les Français pénètrent au nord du Portugal et conquièrent Almeida en août. De suite, Masséna prend la direction de Lisbonne et rencontre les Anglo-Portugais lors de la bataille de Buçaco. Malgré sa défaite, le général Masséna réussit à regrouper ses forces pour continuer l'invasion. Bientôt, il est flanqué par les Anglo-Portugais mais continue sa marche vers la capitale. Mais les Anglo-Portugais arrivent les premiers et se placent en position défensive sur la ligne de Torres Vedras. Cette ligne a été construite précédemment par les Britanniques avec l'aide de la population locale. Les Français arrivent devant la ligne le 14 octobre mais sont incapables de percer les défenses adverses et doivent se résoudre à battre en retraite vers l'Espagne.

### La fin de la guerre et ses conséquences

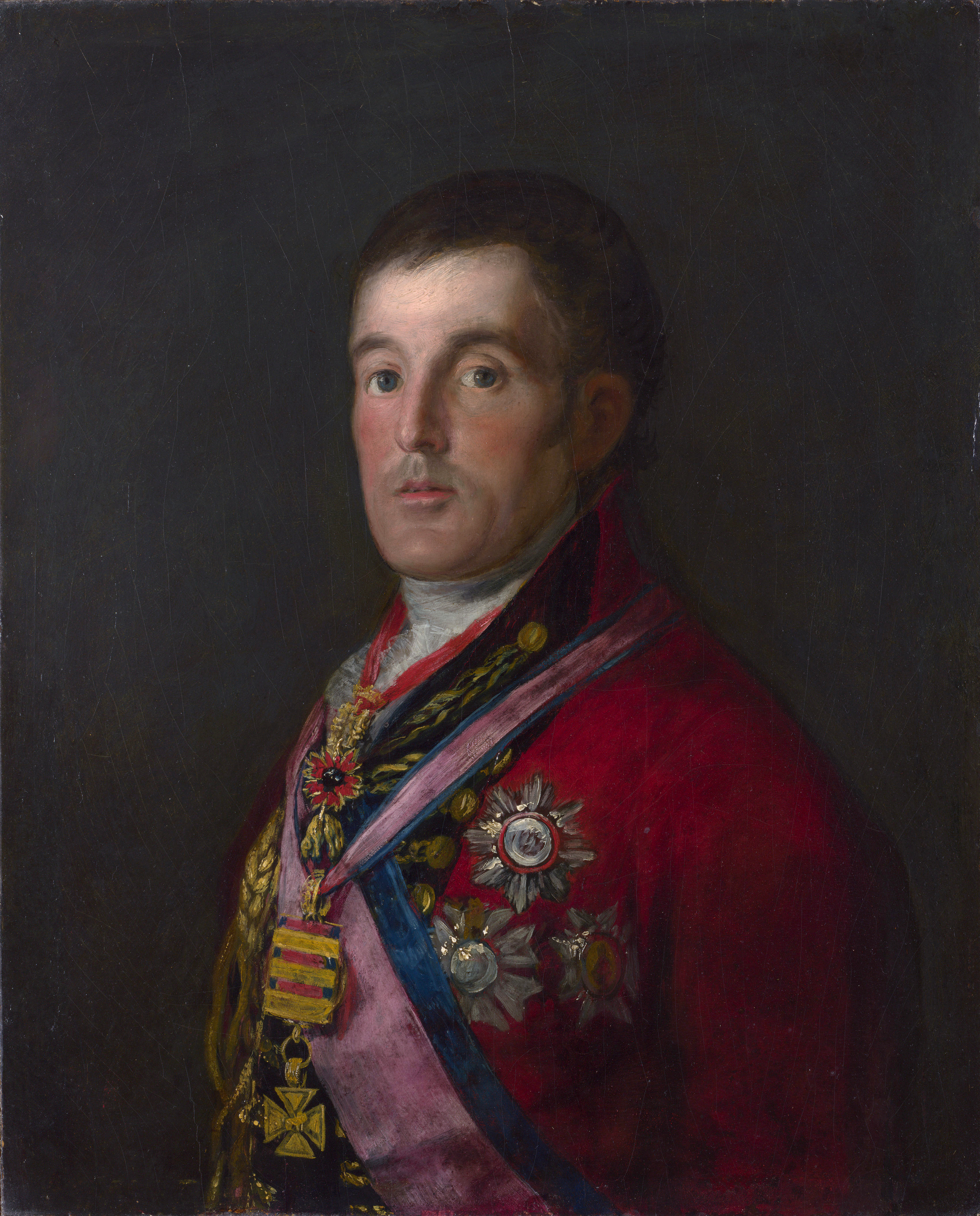
Arthur Wellesley, futur duc de Wellington.

Une série de batailles eut lieu à la suite du retrait de la ligne de Torres de Vedras. La succession de défaites françaises se conclut à Toulouse le 10 avril 1814, ce qui marque la fin de la Guerre Péninsulaire. Dans le même temps, en Amérique du Sud les Portugais conquièrent l'Uruguay et la Guyane française.
L'invasion eut des conséquences profondes sur le pays, l'instabilité de l'Espagne et l'abdication de son monarque a fortement contribué à la vague d'indépendance qui secoue l'Amérique Latine. Cette tension n'épargne bien sûr pas le Brésil. Le déplacement de la capitale à Rio de Janeiro accentue la crise économique et sociale de la métropole portugaise. Cette dernière est régie par l'anglais William Beresford en l'absence du monarque portugais. Cette forte présence anglaise amène à une accentuation des idées libérales présentes au Portugal. En 1821, une révolution libérale à Porto force le retour du roi Jean VI. Ce retour ainsi que l'indépendance de nombreuses colonies espagnoles mène directement à l'indépendance du Brésil menée par le fils du monarque portugais, Pierre Ier.

## Le retour du roi et l'indépendance du Brésil
À la fin des guerres napoléoniennes, le Portugal doit rendre le 30 mai 1814 la Guyane à la France et doit lui payer une indemnité de 2 millions de francs. Cela amène un fort mécontentement au Portugal. Cependant, le 16 décembre 1816, le Brésil est « promu » au statut de royaume. Le pays change alors de nom et devient alors le Royaume uni de Portugal, du Brésil et des Algarves. Pour aggraver la situation l'ancienne colonie peut commercer directement avec d'autres États européens. Cela accentue les problèmes économiques du Portugal (encore sous l'administration de William Beresford en l'absence de la famille royale qui est à Rio de Janeiro). De son côté, le roi Jean VI montre peu d'intérêt envers le Portugal où il ne veut pas revenir. Cette situation créée une vague de protestation qui aboutit à la révolution libérale de Porto le 24 août 1820.

Drapeau du Royaume-Uni du Portugal du Brésil et de l'Algarve (1816-1826).

Deux ans plus tôt, Manuel Fernandes Tomás, José Ferreira Borges, José da Silva Carvalho et João Ferreira Viana avaient fondé le Sinédrio, une organisation libérale qui fut un des éléments déclencheurs de la révolution libérale. Cette dernière fut fortement influencée par la révolution libérale qui frappa l'Espagne le 1er janvier 1820. La révolution portugaise va bientôt s'étendre de Porto aux autres villes portugaises. Le point culminant de la révolte eut lieu à Lisbonne, les révolutionnaires exigent alors le retour du roi et de la cour en vue de restaurer la dignité métropolitaine. Autre point important, ils exigent la création d'une monarchie constitutionnelle. Enfin, ils demandent aussi le retour à l'état de colonie du Brésil et veulent que le Portugal ait l'exclusivité du commerce avec ce pays.
William Beresford est alors remplacé par une junte provisoire en attendant le retour du roi. De plus le Cortes portugais fut réuni dans une session extraordinaire le 1er janvier 1821 pour écrire une nouvelle Constitution. L'Inquisition, ainsi que la censure qui règne sur la presse et les livres, est levée. Enfin, une amnistie est ordonnée pour les personnes impliquées dans les mouvements anti-libéraux. Le 26 avril 1821, le roi quitte le Brésil et Jean VI arrive au Portugal le 3 juillet. Son fils Pierre devient alors le vice-roi du Brésil. Un accord entre les deux rois est signé (Accord de Bragance) qui autorise Pierre à devenir roi du Brésil en cas d'indépendance de ce dernier.
Très vite, Pierre règne sur le Brésil comme sur un État indépendant, il centralise le pouvoir et vend les chevaux et mules royaux. Il publie des décrets royaux mettant fin à la taxe sur le sel ce qui permet de stimuler la production de cuir et de bœuf séché. Il interdit les saisies arbitraires et exige le mandat d'un juge en cas d'arrestation. Il interdit les procès secrets et met fin à la torture et autres indignités. Il envoie aussi des députés élus au Cortes portugais. Cependant, malgré ses réformes, le trafic d'esclaves reste d'actualité.
En septembre 1821, seule une partie des députés brésiliens votent au Cortes lorsque celui-ci demande la création d'une loi abolissant le royaume du Brésil pour subordonner l'ensemble des provinces de celui-ci à la métropole. En conséquence, le gouvernement portugais décide de l'envoi de troupes au Brésil et les unités brésiliennes sont subordonnées à l'armée portugaise. Le 29 septembre, le Cortes exige le retour du roi Pierre en Europe pour que celui-ci y fasse un voyage d'études. Mais au Brésil, le Sénat de Rio de Janeiro et les organes institutionnels brésiliens sont contre ce départ de leur roi. En janvier 1822, les tensions entre troupes portugaises et luso-brésiliennes (brésiliens d'ascendance portugaise) tournent à la violence lorsque Pierre Ier refuse de quitter le pays. Il fut confirmé dans son geste par les pétitions des différentes villes brésiliennes et l'argument selon lequel son départ entraînerait un démantèlement de l'administration centrale et de fait entraînerait des mouvements séparatistes. Pierre forma alors un nouveau gouvernement à São Paulo dirigé par José Bonifácio de Andrada e Silva. Cet ancien fonctionnaire royal et professeur à l'université de Coimbra fut essentiel dans la suite des évènements et est considéré comme une des figures de la formation de l'État brésilien. Un de ses surnoms est d'ailleurs le Patriarche de l'indépendance.
Les tensions étaient telles qu'en cas de défaite, le roi Pierre Ier avait demandé des garanties d'asile sur un navire britannique. Bientôt les Brésiliens décident de défier le Cortes en provoquant des émeutes qui se concentrèrent d'abord sur la place de Cerro Castello. Bientôt des milliers de Brésiliens prennent les armes. Le roi Pierre ordonne alors au général portugais dépassé par les évènements de se replier vers la baie de Niteroi pour y embarquer vers le Portugal. Le général décida de retarder son rembarquement dans l'espoir de voir arriver des renforts mais ces derniers, arrivés au large de Rio De Janeiro le 5 mars 1822, ne peuvent débarquer.

Drapeau du Brésil indépendant sous Pierre Ier.

À Recife, dans la province de Pernambuco, les troupes portugaises sont contraintes à la capitulation en novembre 1821 sans effusions de sang. À la mi-février 1822, les révoltés sont repoussés de la ville de Bahia et se replient dans la campagne d'où ils mènent des opérations de guérilla. Dans le nord du pays, la lutte allait se faire au prix du sang.
Pour s'assurer de la future indépendance du Brésil, Pierre est conscient qu'il doit sécuriser la province du Minas Gerais qui, bien que ne présentant pas la trace de troupes portugaises, n'est pas assurée de se séparer du Portugal. À l'aide d'une petite troupe, il pénètre dans la province où les habitants lui réservent une réception triomphale.
Le 13 mai de retour à Rio De Janeiro, il est proclamé Perpétuel Défenseur du Brésil par l'assemblée législative de São Paulo. Pour renforcer encore son pouvoir, il rejoint les francs-maçons qui sont dirigés par José Bonifácio Andrade e Silva et qui font pression sur le gouvernement pour obtenir l'indépendance. Confiant de la situation, le roi décide en août de rappeler les députés brésiliens de Lisbonne, de considérer toutes les troupes portugaises présentes sur le territoire brésilien comme des ennemis et enfin, il publie un manifeste aux autres nations, manifeste qui doit être considéré comme une déclaration d'indépendance.
Cherchant à reproduire sa venue finale dans le Minas Gerais, il retourne à Sao Paulo pour s'assurer du soutien de la population. De retour de son voyage, il reçoit un message de sa femme indiquant que le Cortes portugais a déclaré de lui et de son gouvernement qu'ils doivent être considérés comme des traîtres. Pierre Ier a alors un ultime choix, soit revenir en disgrâce au Portugal soit couper définitivement les liens avec ce dernier en restant au Brésil. Dans une célèbre scène sur le bord de la rivière Ipiranga, le 7 septembre 1822, il se défait des insignes portugais bleus et blancs présents sur son uniforme, dégaine son épée et jure:
« Par mon sang, mon honneur et par Dieu, je rendrai le Brésil libre. Leur devise deviendra l'indépendance ou la mort ».

## La Vilafrancada et l'Abrilada
Jean VI ne fut jamais considéré comme héritier du trône portugais jusqu'à l'âge de 21 ans où son frère Joseph, prince de Beira qui était l'héritier direct, meurt de variole à l'âge de 27 ans. Peu intéressé par ce rôle d'héritier, il se consacre surtout à la chasse délaissant les affaires publiques. Toutefois, quatre ans plus tard, il devient prince régent du fait de la maladie mentale de Marie Ire. En 1816, Jean VI devient roi du Portugal à la suite de la mort de Marie tandis que la famille royale résidait à Rio de Janeiro. En 1821, il doit sous la contrainte de la révolution libérale retourner au Portugal.

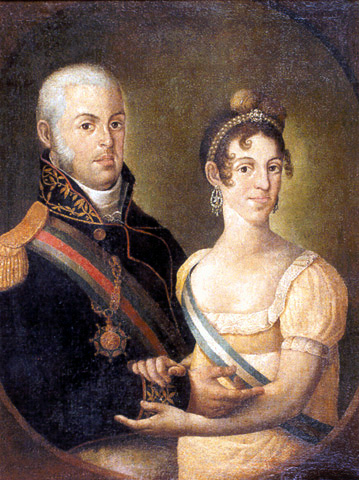
Jean VI et la reine Carlota Joaquina.

Le reine (Carlota Joaquina de Borbón) était jugée comme violente et très conservatrice ainsi qu'ambitieuse. Au Brésil elle tenta ainsi d'obtenir la direction de certains territoires espagnols d'Amérique latine et il semblerait qu'elle aurait comploté pour obtenir l'indépendance du Brésil. À son retour au Portugal, la reine est opposée à la nouvelle constitution qui affaiblit le pouvoir royal. Son fils, le prince Michel est aussi opposé à une monarchie constitutionnelle. Dans certaines zones du pays, une révolution contre-libérale a lieu. Une armée est créée par Michel à Vila Franca de Xira d'où le nom de révolution de Vilafrancada. L'absolutisme y est alors proclamé. Un des objectifs de la reine et du dauphin était d'obtenir l'abdication du roi Jean VI, resté fidèle à la nouvelle Constitution malgré la Vilafrancada. Finalement, le roi revient à l'absolutisme à la suite de l'encerclement de son palais par des officiers de l'armée ainsi que des citoyens.

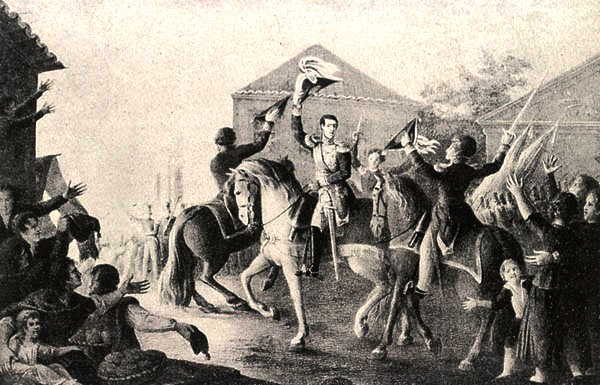
Durant la Vilafrancada, le prince Michel est acclamé à Vila Franca.

En 1823, la police découvre une conspiration planifiée par la reine et le prince Michel récemment nommé commandant en chef de l'armée. Cette conspiration cherche une nouvelle fois à pousser le roi à l'abdication. Le 30 avril, avec l'aide de l'armée, Michel emprisonne plusieurs membres du gouvernement. Cependant, son père reste cloîtré dans le palais de Bemposta. Cette deuxième rébellion est appelée Abrilada (nom portugais désignant le mois d'avril). Mais, les ambassadeurs français et britanniques réussissent à évacuer le roi vers la ville de Caxias puis vers l'Angleterre au palais de Windsor. De là, il convoque le prince Michel qu'il démet de ses fonctions et l'envoie en exil. Le 14 mai, le roi Jean VI rentre au Portugal où il rétablit un gouvernement libéral. Le 26 octobre de la même année, un complot de la reine est découvert et cette dernière est emprisonnée à Queluz.
Durant son règne, le roi Jean VI fait également la promotion des arts (notamment la littérature) et encourage l'économie et l'agriculture. Le 15 novembre 1825, il finit par reconnaître officiellement l'indépendance du Brésil et son fils Pierre est rétabli dans ses droits de possible héritier à la couronne portugaise. Peu avant sa mort, il nomme une régente, Isabelle Marie de Bragance (une de ses filles) qui dirigera le pays entre sa mort et la nomination d'un nouveau roi.

## La guerre civile
La mort du roi Jean VI a créé un problème constitutionnel, car son successeur légitime était l'Empereur du Brésil, Pierre Ier. La succession devait revenir à son deuxième fils, le Prince Michel. Mais ce dernier avait été banni en raison des tentatives pour renverser son propre père durant le Vilafrancada et l'Abrilada. Quand le roi est mort, il a confié le pouvoir à sa fille Isabelle Marie comme régente, en attendant que Pierre Ier retourne au Portugal. Cela aurait permis de réunir les deux royaumes en un seul.
À l'époque Pierre faisait face aux problèmes de son pays. Cependant il a accepté le trône du Portugal en tant que Pierre IV, le 10 mars 1826. Il est bientôt confronté à un choix : comme la constitution du Brésil a interdit au monarque de devenir roi d'un autre pays, il doit choisir entre le Portugal et le Brésil. Pierre choisi de rester au Brésil et donc, il abdique le 28 mai de la même année en faveur de sa fille aînée. Cependant, cette dernière n'était âgée que de 7 ans à l'époque. Pour régler ce problème, Pierre organise un mariage avec son frère Michel exilé à Vienne. Pendant ce temps, que ce soit au Brésil ou au Portugal, cette continuelle indécision nuit à Pierre qui voit sa popularité diminuée au fil des jours.
De retour de Vienne, Michel se proclame dès son arrivée à Lisbonne roi du Portugal en déposant la fille de Pierre (une première dans l'histoire du Portugal). Il proclame aussi l'annulation de la Constitution Libérale récemment approuvée par Pierre IV, il décide de remettre en place la concentration de tous les pouvoirs dans la personne du Roi. Cela déclenche une guerre civile connue sous le nom de Guerre Libérale entre les partisans de l'absolutisme et du libéralisme. Michel essaye ensuite de se faire accepter auprès de la communauté internationale, mais échoue en raison des pressions du Royaume-Uni. Pendant son court règne, seuls les États-Unis et le Mexique l'accepteront comme souverain légal du Portugal. Le coup d'État est suivi de plusieurs manifestations pro et anti libérales. Des milliers de libéraux sont tués, emprisonnés ou envoyés en Espagne.
Au Brésil, Pierre fait face à des problèmes similaires, une manifestation le contraint à renvoyer ses ministres. Finalement, face à une situation économique catastrophique, il décide d'abdiquer en faveur de son fils Pierre II le 7 avril 1831. Pierre Ier retourne alors en Europe pour combattre son frère Michel. S'installant en Grande-Bretagne, il crée avec des libéraux portugais un gouvernement portugais en exil. À l'époque, il part pour l'île de Terceira dans l'archipel des Açores, seul territoire portugais entièrement acquis à la cause libérale.
En juillet 1832, avec l'appui des libéraux (y compris anglais et espagnols), un corps militaire débarque près de Porto. La ville est alors assiégé par le général Miguelite qui engage des combats sporadiques contre les libéraux. En juin 1833, les libéraux toujours encerclés à Porto envoient une force commandée par José António Severim de Noronha, duc de Terceire en Algarve. Ce corps est appuyé par une petite escadre navale dirigée par Charles Napier. Les forces de Noronha capturent Faro et marchent ensuite vers le nord à travers l'Alentejo vers Lisbonne. Sur mer, Napier rencontre la flotte absolutiste qu'il bat de manière décisive à la bataille du Cap Saint-Vincent.
Arrivés aux portes de Lisbonne le 24 juillet 1833, les libéraux en prennent le contrôle. Grâce à la prise de la capitale, Pierre peut repousser Miguelite devant Porto. À la fin de 1833, Pierre est fait régent et Maria Da Gloria est faite régente. Le premier acte du nouveau roi est de confisquer les biens de tous ceux qui ont soutenu Michel. Il supprime également tous les ordres religieux et prend possession de leurs biens. Cet acte suspend les relations avec les états pontificaux durant 8 ans (jusqu'à la mi-1841).
Les absolutistes chassés des villes se réfugient dans les zones rurales où ils sont soutenus par l'aristocratie et par une paysannerie galvanisée par l'Église. Les troupes absolutistes dirigées par Miguelite sont sévèrement battues lors de la bataille de Asseiceira au début de 1834. L'armée absolutiste comptait pourtant 18 000 hommes mais le 24 mai de la même année, à Evora Monte, la paix est déclarée en vertu d'une convention par laquelle Michel s'engage à renoncer à toute revendication envers le trône portugais. En échange, il bénéficie d'une pension annuelle. Il est de plus expulsé du Portugal avec l'interdiction d'y revenir. Pierre restaure alors la Constitution libérale avant de mourir le 24 septembre 1834. Marie II lui succède alors à la tête du royaume portugais.

## Sources
En anglais
- Birmingham, David (1993). A Consise History of Portugal (2nd ed.). Cambridge University Press.  (ISBN 0-521-53686-3) (paperback)
- Levine, Robert M. (1999). The History of Brazil (1st Palgrave Macmillan ed. 2003). Palgrave Macmillan.  (ISBN 1-4039-6255-3)
- Braganza (2005, December 17). Eurohistory. Retrieved 17:00, December 17, 2005.

En portugais
- Carmo Reis, A. do (1987). Atlas de História de Portugal (5th ed.). Edições Asa.
- Mattoso, José (dir.) (1993). História de Portugal (Vol. IV; 1st ed.). Círculo de Leitores.  (ISBN 972-42-0715-3)
- Mattoso, José (dir.) (1993). História de Portugal (Vo. V; 1st ed.). Círculo de Leitores.  (ISBN 972-42-0752-8)
- Mattoso, José (dir.) (1993). História de Portugal (Vol. VII, 1st. ed.). Círculo de Leitores.  (ISBN 972-42-0972-5)
- Personal government of Maria I. Portal da História de Portugal.
- Government in the name of Maria I. Portal da História de Portugal.
- Government of John, Prince Regent in Portugal. Portal da História de Portugal.
- Government of John, Prince Regent and King in Brazil. Portal da História de Portugal.
- The Vintism. Portal da História de Portugal.
- The Promise of a new constitution. Portal da História de Portugal.
- The Dynastycal Crisis. Portal da História de Portugal.
- The Civil War Dynastycal Crisis. Portal da História de Portugal.
- John VI of Portugal. Portugal, Dicionário Histórico.